# ديفيد بلوف
ديفيد بلوف (بالإنجليزية: David Plouffe) (و. 1967  م) هو سياسي أمريكي، ولد في ويلمنتجون، ديلاوير، هو عضوٌ في الحزب الديمقراطي الأمريكي.

## روابط خارجية
- ديفيد بلوف على موقع IMDb (الإنجليزية)
- ديفيد بلوف على موقع إن إن دي بي (الإنجليزية)
- ديفيد بلوف على موقع قاعدة بيانات الفيلم (الإنجليزية)